# Chrzanów (województwo świętokrzyskie)
Chrzanów – wieś w Polsce położona w województwie świętokrzyskim, w powiecie buskim, w gminie Pacanów.
| SIMC    | Nazwa      | Rodzaj    |
| ------- | ---------- | --------- |
| 0258282 | Nowa Wieś  | część wsi |
| 0258299 | Stara Wieś | część wsi |

W latach 1975–1998 miejscowość położona była w województwie kieleckim.

## Historia
Chrzanów w wieku XIX –  wieś w powiecie stopnickim, gminie Wójcza, parafii Biechôw.

W 1827 r. było tu 11 dm. i 98 mieszkańców.